# Die Lady
Die Lady («La dama» en español) es una película dramática franco-alemana de 1964 protagonizada por la actriz sueca Ingrid Thulin. 

## Argumento
Nadine Anderson, una elegante mujer de clase alta, tiene un matrimonio dominado por el lujo y las fiestas, lo que la aburre muchísimo. Su marido Eliot es el embajador de Suecia en Atenas y su desinterés sexual provoca una intensa frustración sexual en Nadine. Como este matrimonio es sólo una farsa (en realidad a Eliot sólo le interesan los hombres y tiene más de un ojo puesto en su joven y guapo secretario Martin Troge), Nadine ya no está dispuesta a continuar con esta vida profundamente insatisfactoria y de constante vacío interior. Tiene sed de sexo, incluido sexo sucio. Así, deambula noche tras noche por las oscuras callejuelas de El Pireo, el puerto de Atenas, siempre buscando «hombres completos» que le den todo lo que su marido no puede ni quiere hacer. Pronto la dama amenaza con deslizarse cada vez más en su búsqueda de significado. Durante el día es una socialité con clase, pero por la noche Nadine vive su deseo por los hombres salvajes y trabaja como prostituta con su propia habitación.
Una noche allí conoce a Nikos, un trabajador portuario, que ejemplifica su idea de «hombre completo». La felicidad de ambos se esfuma, sin embargo, cuando la hermana de Nikos, Elektra, también prostituta y también bailarina de estriptis, descubre la verdadera identidad de Nadine. Ella intenta chantajear a la esposa del embajador, diciéndole que quiere dejar atrás su miserable existencia, y exige que Nadine la contrate como empleada doméstica por un salario decente. Nadine acepta y Elektra pasa a formar parte del plantel de la embajada, para gran disgusto de Eliot Anderson, porque su secretario Martin se enamora de la atrevida belleza de casi su misma edad durante un viaje en yate. Eliot inmediatamente despide a Elektra y, para no perder a Martin con la chica, planea un viaje en el que lo acompañará su secretaria para que Elektra desaparezca de su vista.
En un ataque de ira, Elektra, despedida, le cuenta a su ahora antiguo empleador que su esposa no sólo lo engaña y tiene una aventura con su hermano Nikos, sino también sobre otras actividades extramaritales de la dama. Para el marido homosexual que sólo quiere mantener las apariencias en el futuro, esta revelación es mucho menos mala de lo esperado, y así permite que Nadine continúe su aventura con su viril estibador con el pretexto de recuperarse de todo el dolce far niente en un sanatorio suizo. Furiosa al darse cuenta de que sus intrigas no funcionan, Elektra acude a su hermano y le dice que Nadine es en realidad la esposa del embajador sueco en Grecia. Esta revelación provoca una acalorada discusión entre los hermanos, como resultado de la cual Nikos golpea brutalmente a Elektra, quien muere. La relación con Nadine termina y la señora lo abandona.

## Reparto
- Ingrid Thulin: Nadine Anderson.
- Paul Hubschmid: Embajador Eliot Anderson, marido de Nadine.
- Nikos Kourkoulos: Nikos Tzanou, trabajador portuario.
- Gregor von Rezzori: Harry Dobkin.
- Bernard Verley: Martin Troge, secretario de la embajada.
- Claudine Auger: Elektra Tzanou, hermana de Nikos.
- Helen Vita: Mary Hutton.
- Helga Lehner: Katina.

## Producción
Die Lady fue rodada en gran parte en Grecia. Los diseños fueron diseñados por Max Mellin e implementados por Tibor Rednas. La película, rara vez proyectada, pasó la censura griega el 25 de septiembre de 1964 y se estrenó el 2 de octubre de 1964. En años posteriores, la película fue relanzada bajo el provocativo título Gräfin Porno von Ekstasien («Condesa Porno de Éxtasis»).

## Recepción
En Filme 1962/64 se describe a la película como «una historia de tres centavos que no está a la altura de sus estándares artísticos y es fundamentalmente inaceptable"». El Lexikon des internationalen Films describió a la película como «diseñada ambiciosamente».